# Гептасульфид пентацерия
Гептасульфид пентацерия — бинарное неорганическое соединение 
церия и серы
с формулой Ce5S7,
кристаллы.

## Получение
- Нагревание стехиометрических количеств чистых веществ:

{\displaystyle {\mathsf {5Ce+7S\ {\xrightarrow {1450^{o}C}}\ Ce_{5}S_{7}}}}

## Физические свойства
Гептасульфид пентацерия образует кристаллы нескольких модификаций:
- ромбическая сингония, параметры ячейки a = 0,728 нм, b = 1,065 нм, c = 1,317 нм, Z = 4;
- тетрагональная сингония, пространственная группа I 41/acd, параметры ячейки a = 1,519 нм, c = 2,019 нм, Z = 16 [1][2].

Соединение образуется по перитектической реакции при температуре 1450°C.